# Escaping Your Ambitions
Escaping Your Ambitions är bandet The Tough Alliances andra album, utgivet 2006. Det är helt instrumentalt och släpptes i endast 500 exemplar. Skivan trycktes i början av 2007 också upp på vinyl i samma upplaga som CD:n. Båda utgåvorna släpptes på TTA:s eget skivbolag Sincerely Yours.

## Låtlista
1. "Setting Sail"
2. "Leg 1"
3. "Leg 2"
4. "Leg 3"
5. "Leg 4"
6. "Leg 5"
7. "Echoes of a Wreck"
8. "Leg 6"
9. "Leg 7"
10. "Leg 8"
11. "Leg 9"
12. "The Lagoon"